# أيدان ونايت
أيدان ونايت هو كاتب أغاني ومغني كندي، ولد في 23 أكتوبر 1986 في فيكتوريا في كندا.

## وصلات خارجية
- أيدان ونايت على موقع ميوزك برينز (الإنجليزية)
- أيدان ونايت على موقع أول ميوزيك (الإنجليزية)
- أيدان ونايت على موقع ديسكوغز (الإنجليزية)